# Downfall : L'Affaire Boeing
Pour plus de détails, voir Fiche technique et Distribution.
Downfall : L'Affaire Boeing (Downfall: The Case Against Boeing) est un film américain réalisé par Rory Kennedy et sorti en 2022. Il s'agit d'un documentaire sur la suspension de vol du Boeing 737 Max.

## Fiche technique
- Titre en France : Downfall : L'Affaire Boeing
- Titre au Québec: Chute libre : L'affaire Boeing
- Titre original : Downfall: The Case Against Boeing
- Réalisation : Rory Kennedy
- Scénario : Mark Bailey et Keven McAlester
- Musique : Gary Lionelli
- Photographie : Aaron Gully
- Montage : Don Kleszy
- Production : Mark Bailey, Sara Bernstein, Brian Grazer, Rory Kennedy, Keven McAlester, Amanda Rohlke et Justin Wilkes
- Société de production : Imagine Documentaries et Moxie Films
- Pays :  États-Unis
- Genre : Documentaire
- Durée : 89 minutes
- Dates de sortie : 
  - Netflix : 18 février 2022

## Accueil
Le film a reçu un accueil favorable de la critique. Il obtient un score moyen de 68 % sur Metacritic.